# Disterna
Disterna – rodzaj chrząszczy z rodziny kózkowatych i podrodziny zgrzypikowych.

## Zasięg występowania
Przedstawiciele tego rodzaju występują w Australii, na Tasmanii, wyspie Lord Howe, Nowej Gwinei oraz Wyspach Aru.

## Systematyka
Do Disterna należy 21 gatunków:

- Disterna annulata
- Disterna atrofasciculata
- Disterna bifasciata
- Disterna canosa
- Disterna complexa
- Disterna concinna
- Disterna cuneata
- Disterna curta
- Disterna forrestensis
- Disterna luctuosa
- Disterna maculata
- Disterna mastersii
- Disterna nigromaculata
- Disterna norfolkensis
- Disterna ovalis
- Disterna papuana
- Disterna plumifera
- Disterna pumila
- Disterna similis
- Disterna spinipennis
- Disterna tasmaniensis